# Habitatge al carrer Bisbe Vilanova, 14
L'Habitatge al carrer Bisbe Vilanova, 14 és una obra d'Olot (Garrotxa).

## Descripció
És una casa entre mitgeres que disposa de baixos i dos pisos. Els baixos actualment estan molt desfigurats i els pisos tenen amplis balcons sostinguts per mènsules d'estuc decorades amb fullatges. Els balcons del primer pis estan emmarcats per amplis motius florals i de fullatge fets d'estuc. Les reixes dels balcons tenen forma bombada, amb passamà de ferro i flors de diferents mides en els nusos.

## Història
L'eixample és un projecte promogut per Manuel Malagrida, olotí enriquit a Amèrica, que va encarregar a l'arquitecte J. Roca i Pinet l'elaboració d'una ciutat-jardí, amb zones verdes i xalets unifamiliars. A partir del Passeig de Barcelona i del riu Fluvià, dibuixà una disposició radiocèntrica de carrers amb dos focus, la plaça d'Espanya i la d'Amèrica, unides pel pont de Colom. Així es planejà també el c/ Vilanova, amb cases unifamiliars de poca alçada i amb jardí, que tot i no tenir les pretensions de les situades en ple eixample, tindran elements arquitectònics i decoratius molt notables.